# معركة خيلنا
معركة خيلنا وقعت بين سلطنة مغول الهند وإمبراطورية ماراثا بين عامي 1701 و1702. أمر السلطان أورنجزيب بمحاصرة حصن خيلنا . شن القائد المغولي أسد خان هجومًا وحاصر القلعة. بعد حصار دام حوالي ثلاثة أشهر، استسلم قائد المارثا، باراشورامبانت، بشرط السماح له وحاميته بالخروج دون أن يصابوا بأذى. 